# Walentin Nikolajewitsch Woloschinow
Walentin Nikolajewitsch Woloschinow (russisch Валенти́н Никола́евич Воло́шинов, wiss. Transliteration Valentin Nikolaevič Vološinov; * 18. Juni 1895 in Sankt Petersburg; † 13. Juni 1936 in Leningrad) war ein russischer Literaturwissenschaftler. Er gilt heute als einer der einflussreichen Vordenker der russischen Literaturtheorie, Sprachtheorie und Semiotik.

## Leben
Woloschinow setzte sich kritisch mit dem zeichentheoretischen Kommunikationsmodell von Ferdinand de Saussure auseinander, an dem er eine ahistorische Perspektive bemängelte. Seine Werke gerieten nach der Veröffentlichung zunächst in Vergessenheit, erst mit Erscheinen der amerikanischen Übersetzung seines 1929 erstveröffentlichten Werkes Marxismus und Sprachtheorie im Jahre 1973 begann auch außerhalb kleiner Kreise der sowjetischen Linguistik eine nennenswerte Rezeption seines Werkes.
Woloschinow gehörte in den 1920er Jahren zu einem (heute als Bachtin-Kreis bezeichneten) Leningrader Zirkel von Literaturtheoretikern um Michail Bachtin (1895–1975). Viele der damals entstandenen Essays dieses Kreises, so u. a. von Pawel Medwedew (1891–1938) und Woloschinow, stehen unter starkem Einfluss der Ideen Bachtins. Auch Marxismus und Sprachtheorie wird in der Literaturwissenschaft verschiedentlich als Bachtins Werk angesehen. Die vom seinerzeitigen Mainstream abweichende Interpretation der Schriften Marx’, gilt als Ideologiekritik und ernsthafte Auseinandersetzungen mit bürgerlichen Strömungen wie dem Russischen Formalismus. Die Gruppe wurde oppositionellen Kreisen zugerechnet und Bachtin in die Verbannung geschickt. Über das weitere Schicksal Woloschinows nach seiner Leningrader Zeit ist nichts bekannt, lediglich das Datum seines frühen Todes am 13. Juni 1936 ist übermittelt.

## Werke
- Freudismus. Leningrad 1928 (Amerikanisch: 1. Auflage 1973)
- Marxismus und Sprachphilosophie [Markszm i filosfija jazyka].1. Auflage. Leningrad 1929, 2. Auflage 1930 (amerikanisch: 1973; deutsch: 1. Auflage Frankfurt/M. / Berlin / Wien 1975)